# Akhuryan
Akhuryan là một đô thị thuộc tỉnh Shirak, Armenia. Dân số ước tính năm 2011 là 9661 người.